# Procottus gurwicii
Procottus gurwicii är en fiskart som först beskrevs av Taliev, 1946.  Procottus gurwicii ingår i släktet Procottus och familjen Abyssocottidae. Inga underarter finns listade i Catalogue of Life.